# هاید پارک
هاید پارک (به انگلیسی: Hyde Park) یکی از چهار پارک سلطنتی بریتانیا در لندن است.

## اتفاقات تاریخی
این پارک قسمتی از اراضی کلیسای وست‌مینستر است که توسط هانری هشتم در ۱۵۳۶ و از آن به عنوان یک شکارگاه به خصوص برای شکار گوزن استفاده می‌کرد. این منطقه در ۱۶۳۷ یک منطقه تفریحی آزاد برای عموم مردم شد. اهمیت پارک در طول قرن هیجدهم افزوده شد پارک به محلی برای انجام دوئل تبدیل گشت. هاید پارک مکان برگزاری نمایشگاه بزرگ در سال ۱۸۵۱ بود، نمایشگاهی که به خاطر آن بنای کریستال پالاس توسط سر جوزف پکستون طراحی شد. هاید پارک همواره مرکز برگزاری تظاهرات‌های مختلف بوده‌است. در ۲۰ ژوئیه ۱۹۸۲ انفجار دو بمب توسط ارتش آزادی‌بخش ایرلند در این پارک منجر به کشته شدن هشت عضو گارد سلطنتی و هفت اسب شد.

## جغرافیا
هاید پارک از بزرگترین پارکهای شهر لندن و یکی از پارکهای سلطنتی این شهر است. هاید پارک از شمال به خیابان بایس‌واتر از جنوب به خیابان دکتر کریج و از شرق به خیابان پارک لین و از غرب به خیابان باغ‌های کاخ کنگستون محدود است. هاید پارک توسط دریاچهٔ سرپنتاین به دو نیم می‌شود. هاید پارک به همراه باغ کنسینگتون ۲۵۳ هکتار مساحت دارد.